# Гушам
Гушам (кін. XII ст. до н. е.‎) — 3-й відомий цар Ідумеї (Едома). Згадується в Книзі Буття

## Життєпис
Ймовірно належав до клану Теман. Посів трон після царя Йовава. Дотримувався мирних стсоунків з ізраїльськими племенами. Водночас мав конфлікти з арабами і царством Моав. Проте перебіг їх невідомий. Йому спадкував Адад I.